# クリロフ部分空間
クリロフ部分空間（クリロフぶぶんくうかん、英語: Krylov subspace）線型代数において、n次正方行列Aとn次ベクトルbによって生成されるr次クリロフ部分空間は、bとAのべき乗の像が張る線型部分空間である。
{\displaystyle {\mathcal {K}}_{r}({\boldsymbol {A}},{\boldsymbol {b}})=\operatorname {span} \{{\boldsymbol {b}},{\boldsymbol {A}}{\boldsymbol {b}},{\boldsymbol {A}}^{2}{\boldsymbol {b}},\dots ,{\boldsymbol {A}}^{r-1}{\boldsymbol {b}}\}.}
ロシアの応用数学者で海軍技術者であったアレクセイ・クリロフにちなんで名づけられた。
大規模疎行列の1個または少数の固有値の計算や、大規模な連立一次方程式の求解に用いられる現代的な反復法では、行列を消去法などで順次変型すると疎行列の構造が崩れてしまい次第に密化するので演算量や記憶を保持する量が共に増大してしまい，ついには扱いきれなくなりがちである。そこでクリロフ系の解法では，元の疎行列を変型せずに，ベクトルに対する線型の作用素としてだけ利用する。つまり与えられたベクトルに対して行列を乗じるという計算を，行列の疎性を活かして（行列が対称であれば対称性も）行うのである。
{\displaystyle {\boldsymbol {b}}}を初期ベクトルとすると、{\displaystyle {\boldsymbol {A}}}を順に掛けて{\displaystyle {\boldsymbol {A}}{\boldsymbol {b}}}、{\displaystyle {\boldsymbol {A}}^{2}{\boldsymbol {b}}}を得るといった方法を取る。このようなアルゴリズムを総称して、クリロフ部分空間法と呼ぶ。これは数値線形代数において最も成功した手法の一つである。
ベクトル列は急速に線型従属に近づくため、クリロフ部分空間を用いる方法には、エルミート行列に対してはランチョス法、非エルミート行列に対してはアーノルディ法などの直交化手法が含まれることが多い。
主なクリロフ部分空間法として、アーノルディ法、ランチョス法、GMRES法（generalized minimum residual）、
BiCGSTAB法 （stabilized biconjugate gradient, 共役勾配法の一つ）、QMR法 (quasi minimal residual)、
TFQMR法 (transpose-free QMR)、MINRES法 (minimal residual) などが知られている。